# Scincus mitranus
Scincus mitranus е вид влечуго от семейство Сцинкови (Scincidae). Видът не е застрашен от изчезване.

## Разпространение и местообитание
Разпространен е в Иран, Кувейт, Обединени арабски емирства, Оман, Пакистан и Саудитска Арабия.
Обитава места с песъчлива почва, хълмове, храсталаци, дюни и плата.

## Описание
Популацията на вида е стабилна.